# Gora Astronomicheskaja
Gora Astronomicheskaja är ett berg i Antarktis. Det ligger i Östantarktis. Australien gör anspråk på området. Toppen på Gora Astronomicheskaja är 1 542 meter över havet.
Terrängen runt Gora Astronomicheskaja är platt åt sydost, men åt nordväst är den kuperad.  Trakten är obefolkad. Det finns inga samhällen i närheten.